# Лебане
Лебане (на сръбски: Лебане или Lebane) е град, център на община Лебане в Ябланишки окръг, Сърбия. В 2002 година градът има 10 004 жители — от които 9241 сърби.

## История
При избухването на Балканската война в 1912 година един човек от Лебане е доброволец в Македоно-одринското опълчение.
Край града са погребани 177 български войници и офицери от Първата световна война.

## Личности
Родени в Лебане
- Никола Петков (1885 – ?), македоно-одрински опълченец, 3 рота на 4 битолска дружина[3]

## Население
- 1948 – 1975 жители
- 1953 – 2103 жители
- 1961 – 2617 жители
- 1971 – 5889 жители
- 1981 – 7966 жители
- 1991 – 9528 жители
- 2002 – 10004 жители